# For Those in Love
For Those in Love — студийный альбом американской певицы Дины Вашингтон, выпущенный в 1955 году на лейбле EmArcy Records. Аранжировки для альбома подготовил Куинси Джонс.

## Отзывы критиков
| Оценки критиков                            | Оценки критиков |
| Источник                                   | Оценка          |
| ------------------------------------------ | --------------- |
| AllMusic                                   | [ 1 ]           |
| The Encyclopedia of Popular Music          | [ 2 ]           |
| The Penguin Guide to Jazz                  | [ 3 ]           |
| The Rolling Stone Jazz & Blues Album Guide | [ 4 ]           |

Рецензент AllMusic написал: «Разносторонняя Дина преуспевала практически в любой обстановке, и та, что была представлена здесь в 1955 году талантливым чикагским продюсером Бобом Шадом, демонстрирует её интимную сторону в совершенстве. Поскольку Вашингтон практически изобрела проникновенное пение на основе госпела, очень волнующе слышать её на пике своих возможностей при поддержке небольшой группы. Сессию также украшают аккуратные аранжировки Куинси Джонса. Благодаря такой экспертной поддержке мощные фразы певицы, точная дикция и безупречная интонация извлекают как можно больше эмоций и смысла из выбранного ею материала, включая мелодии, связанные с Билли, такие как „Easy Living“ и „My Old Flame“. Дина Вашингтон была в первую очередь музыкантом, а не показушницей. И частью её гениальности было то, что она могла заставить своё грозное присутствие на самом деле подчеркнуть её собственную уязвимость, как в ритмичной „Blue Gardenia“ и блюзовой „You Don’t Know What Love Is“».
Музыкальный критик Уилл Фридуолд написал: «Здесь она выступает с двенадцатью первоклассными стандартами. В каждом треке есть очень полные соло нескольких музыкантов. Кроме того, есть также ансамблевые пассажи солидно аранжированные начинающим Куинси Джонсом, которые эффектно демонстрируют Вашингтон. В „You Don’t Know What Love Is“ она опускается в „You don’t know how hearts burn“ таким образом, что сводит к минимуму слово „burn“, но в то же время каким-то образом подчеркивает это, просто сжигая всё дотла».

## Список композиций
1. «I Get a Kick Out of You» (Коул Портер) — 6:17
2. «Blue Gardenia» (Лестер Ли, Боб Расселл) — 5:18
3. «Easy Living» (Ральф Рейнджер, Лео Робин) — 5:00
4. «You Don’t Know What Love Is» (Дон Рэй, Джин Де Пол) — 4:02
5. «This Can’t Be Love» (Ричард Роджерс, Лоренц Харт) — 6:50
6. «My Old Flame» (Сэм Кослоу, Артур Джонстон) — 3:05
7. «I Could Write a Book» (Ричард Роджерс, Лоренц Харт) — 4:23
8. «Make the Man Love Me» (Дороти Филдс, Артур Шварц) — 5:23

Бонус-треки переиздания
1. «Ask a Woman Who Knows» (Виктор Абрамс) — 3:14
2. «If I Had You» (Джимми Кэмпбелл, Рег Коннелли) — 4:45

## Участники записи
- Аранжировка — Куинси Джонс
- Баритон-саксофон — Сесил Пейн
- Бас-гитара — Китер Беттс
- Барабаны — Джимми Кобб
- Вокал — Дайна Вашингтон
- Гитара — Барри Гэлбрейт
- Продюсер — Боб Шад
- Тенор-саксофон — Пол Квиничетт
- Тромбон — Джимми Кливленд
- Труба — Кларк Терри
- Фортепиано — Уинтон Келли